# Ichneumon medius
Ichneumon medius är en stekelart som först beskrevs av Tohru Uchida 1926.  Ichneumon medius ingår i släktet Ichneumon och familjen brokparasitsteklar. Inga underarter finns listade i Catalogue of Life.